# Juan Carlos Haedo
Juan Carlos Haedo fue un futbolista argentino que se destacó como delantero. Formó junto a Bernabé Ferreyra una de las mejores delanteras en la historia de Tigre. Fue internacional con la Selección de fútbol de Argentina.

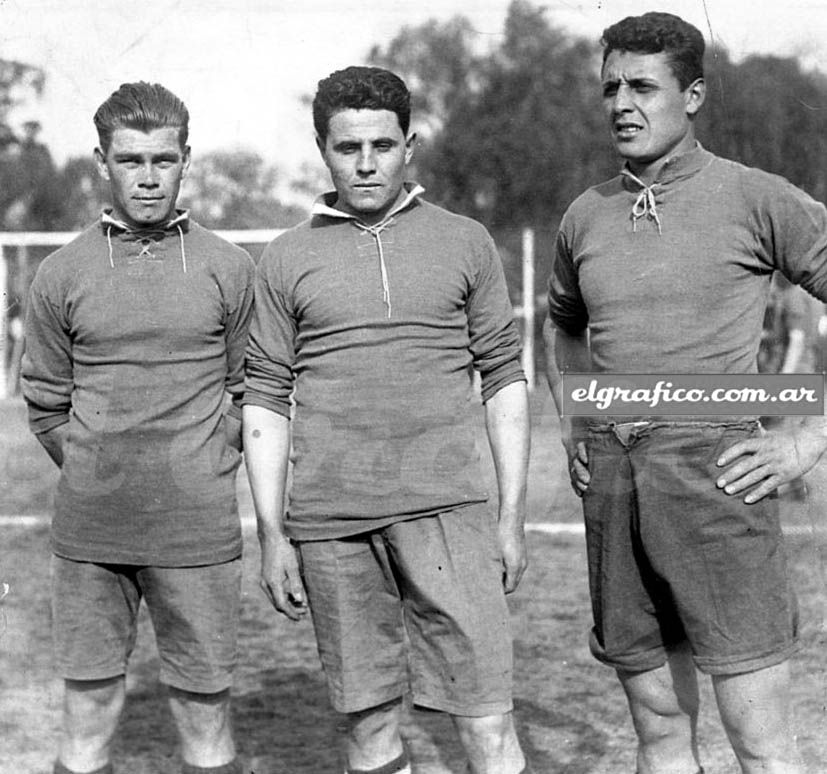
Juan Haedo junto a Bernabé Ferreyra y Alberto Cuello, símbolos de Tigre a finales del amateurismo y comienzos del profesionalismo.

## Historia
De buen nivel técnico, excelente tiro y permanente presencia en el área rival, fue el jugador que más goles anotó para Tigre durante la época amateur. Le decían Ñato (igual que a Bernabé Ferreyra, con quien compartió cancha y tuvo una gran relación).
Su debut se produjo el 13 de enero de 1924 frente a Lanús. Fue la renaudación de un encuentro que se había suspendido el 23 de diciembre de 1923 por protesta del rival por el arbitraje. En la renaudación Tigre presentó 10 jugadores (entre ellos Haedo) y puso a un jugador de campo (Domingo Rimazza) como arquero.
Su mejor temporada fue en el torneo de Primera División 1928 en el que marcó 30 goles en 33 partidos, ubicándose segundo entre los máximos goleadores, solo superado por Roberto Cherro de Boca Juniors. El 9 de diciembre de 1928 le marca cinco goles a El Porvenir y alcanza una marca histórica en Tigre. En 1981, Edgardo Paruzzo igualó ese récord al anotarle esa misma cantidad de tantos a Defensores de Belgrano. 
En la entidad de Victoria disputó un total de 199 encuentros y marcó 94 goles. Es el cuarto máximo goleador histórico del club y el tercero considerando únicamente los goles en la máxima categoría.
Jugó además en  San Fernando, Platense y se retiró en Estudiantes de La Plata.

## Trayectoria
| Club                    | País      | Período                  |
| ----------------------- | --------- | ------------------------ |
| Tigre                   | Argentina | 1924-1925 1926-1932 1934 |
| San Fernando            | Argentina | 1925-1926                |
| Platense                | Argentina | 1933                     |
| Estudiantes de La Plata | Argentina | 1935                     |